# Perchta

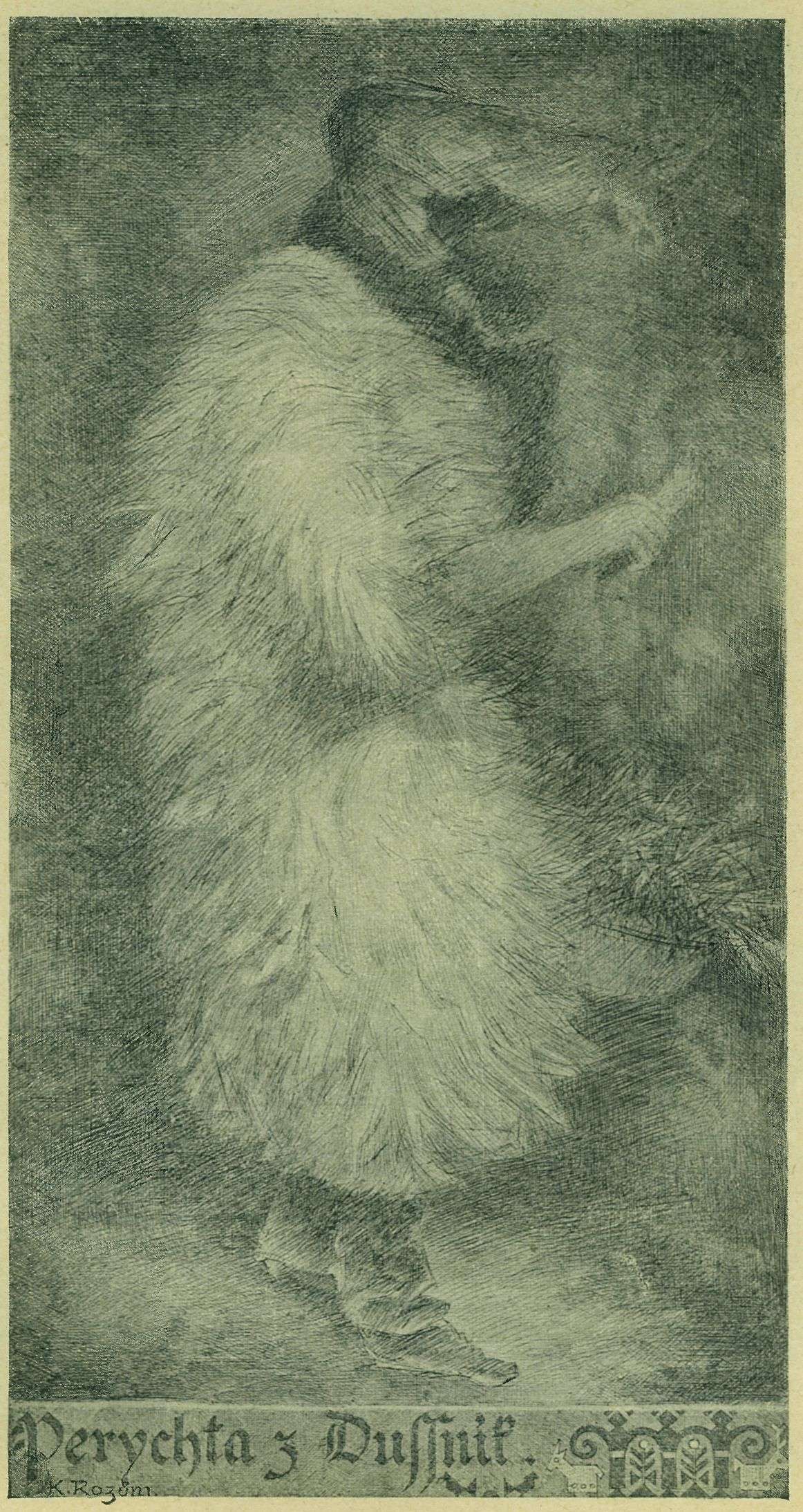
Perchta, teckning från 1910 av Karel Rozum

Perchta, även känd som Berchta och Bertha, är en figur i österrikisk och sydtysk folktradition. Hon är förknippad med tiden mellan jul och trettondagen, väder och vintersolståndet. Hon förekommer i både en ljus och en mörk version.
I en äldre tradition var Perchtas uppgift att hitta och bestraffa människor som bröt mot sociala regler, som att arbeta på helgdagar eller att inte deltaga i gemensamma högtidsfiranden. I ett annat skede var hennes roll att bestraffa kvinnor som slarvade vid spinnrocken genom att skära upp magen på dem och stoppa dem med den spillda ullen. I sentida folktro belönar Perchta givmildhet och bestraffar dåligt beteende, i synnerhet ljugande barn.

## Ursprung
Jacob Grimm identifierade Perchta som en sydlig variant av mor Hulda. Huruvida Perchta har förkristet ursprung är omtvistat bland religionshistoriker. Pierre Daniel Chantepie de la Saussaye ansåg att hon har medeltida ursprung, medan Elard Hugo Meyer sammankopplade henne med Frigg och motsvarande gudinnor. J.B. Smith anser att hon är en personifiering av trettondagen (epifania).

## Perchtenläufe

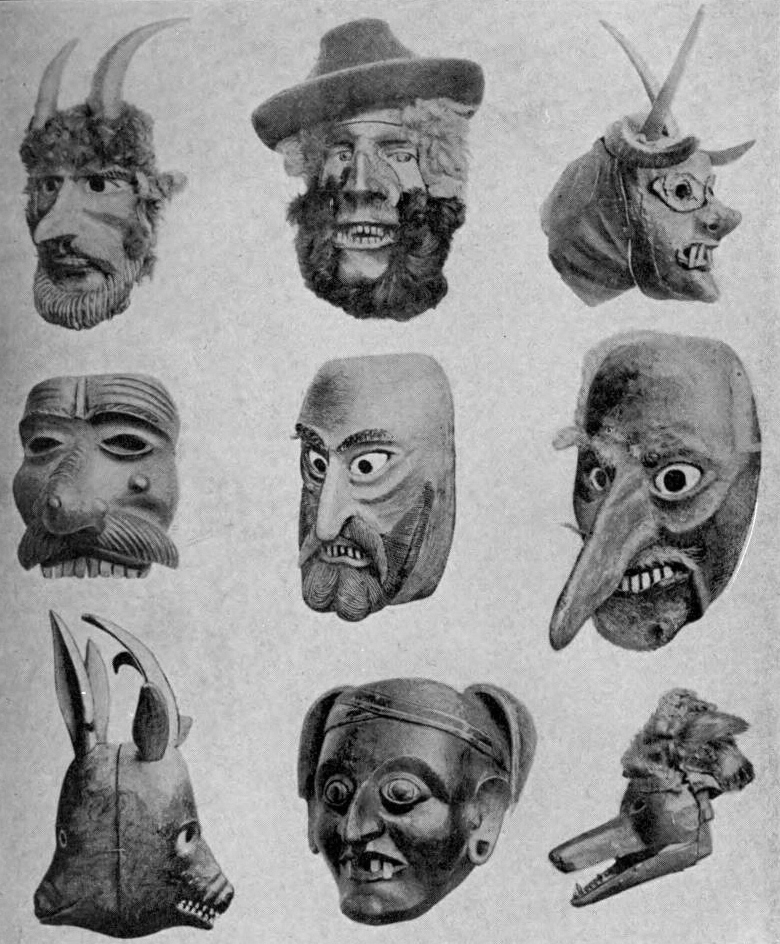
Perchtenmasker från Salzburg, tidigt 1900-tal

Sedan 1500-talet finns en tradition belagd där män klär ut sig till Perchtas följeslagare, Perchten, genom att ta på sig groteska trämasker för att tåga genom sina byar och därmed jaga bort onda varelser som härjar kring jul. På 1600- och 1700-talen försökte kyrkan att förbjuda dessa Perchtatåg, kallade Perchtenläufe, men på 1800-talet blev de åter populära.
Tågen kan bestå av antingen Schiachperchten ("fulperchten"), som bär groteska masker med djurarketyper, eller Schönperchten ("finperchten"), som för med sig lycka och välgång.